# Bataille de Porkuni
Seconde Guerre mondiale
Batailles
- Kingisepp–Gdov
- Narva (1re offensive
- 2e offensive
- 3e offensive
- 4e offensive
- 5e offensive)
- Bombardements de Tallinn
- Auvere
- Ligne Tannenberg
- Tartu
- Tallinn
- Porkuni
- Moonsund
- Tehumardi

La bataille de Porkuni (en estonien: Porkuni lahing) est la plus grande confrontation entre les estoniens servant dans l'Armée rouge et les unités indépendantistes estoniennes de la Waffen-SS. Elle a lieu le 21 septembre 1944 entre le lac Porkuni et le village de Sauvälja (en) à environ sept kilomètres au nord-est de la ville de Tamsalu lors de l'opération offensive de Tallinn du front de Leningrad (17 septembre 1944 - 26 septembre 1944).
Le 249e Régiment de fusiliers du 8e Corps de fusiliers estoniens possède des mitrailleuses lourdes et des mortiers et est soutenu par de l'artillerie et des chars. Les soldats de la division estonienne de Waffen n'ont que des armes légères et des armes antichar tels que des panzerfausts allemands.
Le 8e Corps de fusiliers encercle environ 1 500 estoniens qui se retirent de la ligne Tannenberg dans les collines de Sinimäed. Dans la bataille qui suit, plus de 500 Estoniens encerclés sont tués. Environ 700 sont capturés.
Plusieurs groupes d'estoniens dirigés par l'Obersturmführer Hando Ruus réussissent à sortir de l'encerclement soviétique et à s'échapper vers l'ouest. Cependant, le 22 septembre, le plus grand groupe est pris par surprise dans une forêt près d'Ambla et la plupart des hommes sont faits prisonniers ou tués.
Les villageois enterrent 273 Estoniens morts en uniforme allemand. Le Corps soviétique de fusiliers perd 73 hommes, dont 57 portent des noms estoniens[réf. nécessaire].